# Подобовиці
Подобовиці (пол. Podobowice, нім. Podau) — село в Польщі, у гміні Жнін Жнінського повіту Куявсько-Поморського воєводства.
Населення — 411 осіб (2011).
У 1975-1998 роках село належало до Бидгощського воєводства.

## Демографія
Демографічна структура станом на 31 березня 2011 року:
|          | Загалом | Допрацездатний вік | Працездатний вік | Постпрацездатний вік |
| -------- | ------- | ------------------ | ---------------- | -------------------- |
| Чоловіки | 211     | 31                 | 141              | 39                   |
| Жінки    | 200     | 33                 | 109              | 58                   |
| Разом    | 411     | 64                 | 250              | 97                   |